# Éditions du Cheval ailé
Éditions du Cheval ailé est une maison d'édition fondée par Constant Bourquin en 1944, et active de 1944 jusqu'au début des années 1950. Elle est connue pour avoir publié essentiellement des textes d'anciens responsables du régime de Vichy.

## Historique

### Débuts et développement
Constant Bourquin crée les Éditions du Cheval ailé au printemps 1944 après avoir démissionné des Éditions du Monde nouveau. Il obtient notamment des  financements de plusieurs personnalités suisses ou françaises telles que Jean Jardin et le banquier suisse François Genoud.
Les éditions du Cheval ailé publient les mémoires et témoignages d'anciens responsables du régime de Vichy, parfois réfugiés en Suisse. Elles éditent aussi des écrivains interdits par le Conseil national des écrivains avec, parmi eux, Paul Morand ainsi que des nazis ou des fascistes italiens. Les Éditions bénéficient de papier contrairement aux maisons d’éditions françaises souffrant de la désorganisation de la guerre et de l'après-guerre ainsi que de la pénurie de papier.
Toutes les couvertures des livres édités par cette maison portent le logo circulaire d'un cheval et les mentions « À l'enseigne du cheval ailé », « Les Éditions du Cheval ailé » ou « Constant Bourquin éditeur ». 
Le conseil d'administration de la maison d'édition réunit des personnalités prestigieuses avec l'ancien président de la Confédération suisse Marcel Pilet-Golaz et Adrien Lachenal.

### Fin et disparition
La gestion financière hasardeuse, voire frauduleuse, de son directeur Constant Bourquin conduit les éditions à la faillite au début des années 1950. Bourquin quitte alors la Suisse pour le Danemark. 